# Sablia nigrilineosa
Sablia nigrilineosa là một loài bướm đêm trong họ Noctuidae.